# Clathrina
Clathrina é um gênero de esponja marinha da família Clathrinidae.

## Espécies
- Clathrina adusta Wörheide & Hooper, 1999
- Clathrina africana Klautau & Valentine, 2003
- Clathrina alcatraziensis Lanna, Rossi, Cavalcanti, Hajdu & Klautau, 2007
- Clathrina angraensis Azevedo & Klautau, 2007
- Clathrina antofagastensis Azevedo, Hajdu, Willenz & Klautau, 2009
- Clathrina ascandroides Borojevic, 1971
- Clathrina aspina Klautau, Solé-Cava & Borojevic, 1994
- Clathrina atlantica (Thacker, 1908)
- Clathrina aurea Solé-Cava, Klautau, Boury-Esnault, Borojevic & Thorpe, 1991
- Clathrina biscayae Borojevic & Boury-Esnault, 1987
- Clathrina brasiliensis Solé-Cava, Klautau, Boury-Esnault, Borojevic & Thorpe, 1991
- Clathrina canariensis (Miklucho-Maclay, 1868)
- Clathrina cancellata (Verrill, 1873)
- Clathrina cerebrum (Haeckel, 1872)
- Clathrina ceylonensis (Dendy, 1905)
- Clathrina chrysea Borojevic & Klautau, 2000
- Clathrina clara Klautau & Valentine, 2003
- Clathrina clathrata (Poléjaeff, 1883)
- Clathrina clathrus (Schmidt, 1864)
- Clathrina compacta (Schuffner, 1877)
- Clathrina conifera Klautau & Borojevic, 2001
- Clathrina contorta Minchin, 1905
- Clathrina corallicola Rapp, 2006
- Clathrina cordata (Haeckel, 1872)
- Clathrina coriacea (Montagu, 1818)
- Clathrina cribrata Rapp, Klautau & Valentine, 2001
- Clathrina cylindractina Klautau, Solé-Cava & Borojevic, 1994
- Clathrina decipiens (Haeckel, 1872)
- Clathrina densa (Haeckel, 1872)
- Clathrina dictyoides (Haeckel, 1872)
- Clathrina dubia (Dendy, 1891)
- Clathrina gardineri (Dendy, 1913)
- Clathrina helveola Wörheide & Hooper, 1999
- Clathrina heronensis Wörheide & Hooper, 1999
- Clathrina hirsuta Klautau & Valentine, 2003
- Clathrina hispanica Klautau & Valentine, 2003
- Clathrina hondurensis Klautau & Valentine, 2003
- Clathrina intermedia (Kirk, 1895)
- Clathrina izuensis (Tanita, 1941)
- Clathrina jorunnae Rapp, 2006
- Clathrina laminoclathrata Carter, 1886
- Clathrina laxa (Kirkpatrick, 1895)
- Clathrina luteoculcitella Wörheide & Hooper, 1999
- Clathrina minorcensis (Lakschewitsch, 1896)
- Clathrina multiformis (Breitfuss, 1898)
- Clathrina mutsu (Hozawa, 1928)
- Clathrina nanseni (Breitfuss, 1896)
- Clathrina panis (Haeckel, 1870)
- Clathrina paracerebrum Austin, 1996
- Clathrina parva Wörheide & Hooper, 1999
- Clathrina pelliculata (Dendy, 1891)
- Clathrina primordialis (Haeckel, 1872)
- Clathrina quadriradiata Klautau & Borojevic, 2001
- Clathrina reticulatus (Haeckel, 1870)
- Clathrina reticulum (Schmidt, 1862)
- Clathrina retiformis (Haeckel, 1872)
- Clathrina rotunda Klautau & Valentine, 2003
- Clathrina rubra Sarà, 1958
- Clathrina sagamiana (Hozawa, 1929)
- Clathrina sceptrum (Haeckel, 1872)
- Clathrina septentrionalis Rapp, Klautau & Valentine, 2001
- Clathrina sinusarabica Klautau & Valentine, 2003
- Clathrina soyo (Hozawa, 1933)
- Clathrina spinosa (Lendenfeld, 1891)
- Clathrina spongiosa (Kölliker, 1864)
- Clathrina sueziana Klautau & Valentine, 2003
- Clathrina sulphurea (Miklucho-Maclay, 1868)
- Clathrina tenuipilosa (Dendy, 1905)
- Clathrina tetractina Klautau & Borojevic, 2001
- Clathrina tetrapodifera Klautau & Valentine, 2003
- Clathrina wistariensis Wörheide & Hooper, 1999